# NGC 1691
NGC 1691 este o galaxie lenticulară situată în constelația Orion. A fost descoperită în 15 decembrie 1876 de către Édouard Stephan⁠(d). Se află la o distanță de 62,37 de megaparseci de Pământ.